# 蕭宝玄
蕭 宝玄（蕭寶玄、しょう ほうげん、生年不詳 - 永元元年5月10日（500年6月22日））は、南朝斉の皇族。江夏王。明帝蕭鸞の三男。字は智深。

## 経歴
蕭鸞と劉恵端のあいだの子として生まれた。建武元年（494年）、征虜将軍の号を受け、領石頭戍事をつとめた。11月、江夏郡王に封じられた。持節・都督郢司二州諸軍事・西中郎将・郢州刺史として出向した。永泰元年（498年）、建康に召還されて前将軍の号を受け、領石頭戍事となった。赴任しないうちに兄の蕭宝巻が即位すると、鎮軍将軍に進んだ。永元元年（499年）8月、車騎将軍に進み、兄の晋安王蕭宝義に代わって使持節・都督南徐兗二州諸軍事・南徐兗二州刺史として出向した。宝玄は尚書令徐孝嗣の娘を妃として迎えていたが、徐孝嗣が蕭宝巻の命により毒殺されると、宝玄は妃と離別させられ、代わりに少姫二人を与えられた。蕭宝玄はこの事で恨みを抱き、ひそかに蕭宝巻を打倒する計画を立てた。
永元2年（500年）3月、崔慧景が挙兵して広陵に入ると、蕭宝玄のもとに使者を送って君主として立つよう願い出た。蕭宝玄は崔慧景の使者を斬り捨ててこれを一度は断り、将兵を動員して城を防衛するかまえをみせた。しかし崔慧景が長江の北岸までやってくると、宝玄は再び密かに崔慧景と連絡を取り、司馬の孔矜や典籤の呂承緒および戚平・黄林夫を殺して、開門して崔慧景を迎え入れた。長史の沈佚之や諮議の柳憕に兵を統率させ、自らは輿に乗り、手に絳麾幡を取って、崔慧景に従って建康に入った。東城に居をかまえると、多くの人士が周囲に集まった。4月、崔慧景が敗死すると、蕭宝玄と崔慧景の名声に引かれて集まった人々は離散した。蕭宝巻は蕭宝玄以外の余人に罪を及ぼさないことを言明した。蕭宝玄は数日のあいだ逃亡していたが、出頭した。数日後に殺害された。

## 伝記資料
- 『南斉書』巻50 列伝第31
- 『南史』巻44 列伝第34